# Pierre de Boissat
Pierre de Boissat (1603-1662) fue un escritor, abogado, traductor y militar de Francia.

## Biografía
Pierre nació en Vienne (Isère), Ródano-Alpes en 1603, y era nieto de Pierre de Boissat quien vivió bajo el reinado de Enrique III de Francia, erudito jurisconsulto y profundo helenista, y hijo de Pierre de Boissat (-1616), vice-baílio y escritor quien dejó una historia de la Orden de San Juan de Jerusalén, París, 1612, 2 vols., traducción de una obra del historiador italiano nacido en el siglo XVI Iacomo Bosio de la Orden de Malta, con una edición de 1643 con adiciones de Anne de Naberat (1566-1630), una genealogía de la Casa de Médicis, Lyon, 1620, investigaciones sobre los duelos, 1610 y una obra sobre los alóbroges, 1602.
En los primeros años de su vida tuvo una gran facilidad para la poesía latina, con el sobrenombre Boissat-Espíritu, y vistió primeramente la toga, más tarde tomó la espada y luego dejó uno y otro, y buscó en la religión un alivio contra la adversidad aunque se le señala de haber dado muestras de exterioridad y de fingimiento.
Como militar realizó campañas bajo las órdenes de François de Bonne, y en un viaje llegó a Malta y fue recibido en consideración a su padre, y a su regreso se establece en Languedoc y sobresale como duelista, y fue miembro de la Cámara de Gastón de Orleans, y miembro de la Academia Francesa.
Luego, Gaspard de Lascaris, vice-legado de Aviñón, le crea conde-palatino, y tuvo un asunto amoroso con De Sault, y cuando la reina Cristina de Suecia pasó por Viena en 1656, se presentó con tal mal aspecto ante ella, que dijo <<No es este el Boissat que conocía, es un pecador que ha tomado su nombre>> y murió el 28 de marzo de 1662.
Como escritor, entre otras obras, dejó un romance traducido del italiano valorado por los lances, los sucesos y los pensamientos, pero que se dejó de leer por su estilo vetusto, recopilación de varios trabajos en prosa y en verso singulares, estampado 1200 ejemplares que dejó testamentariamente  al hospital general de Viena, editó la historia de Malta de su padre, preferida de la abate Verlot, un libro en elogio a la Virgen María en cinco lenguas y las fábulas de Esopo.

## Obras
- Histoire negropontique,..., París, 1631.
- Les fables d'Esope,..., 1633.
- Relation des miracles de Notredame dè l'Ozier, 1659, in-8º.
- Opera et operum fragmenta, historica et poëtica